# 178
Cette page concerne l'année 178  du calendrier julien. Pour l'année 178 av. J.-C., voir 178 av. J.-C. Pour le nombre 178, voir 178 (nombre).
L'année 178 est une année commune qui commence un mercredi.

## Événements
- Entre le 1er avril et le 15 juillet : Smyrne est détruite par un tremblement de terre (ou entre le 1er avril et le 31 octobre 176)[1].
- 3 août : Marc Aurèle quitte Rome. Début de la deuxième guerre germanique ; les Romains s'installent provisoirement sur la rive gauche du Danube (camp de Trenčín, hiver 179-180)[2].

- Commode épouse Bruttia Crispina, reléguée peu après à Capri pour adultère puis assassiné sur ordre de son époux[3].

## Naissances en 178
- Lü Meng, stratège chinois.
- Pang Tong, conseiller de Liu Bei.
- Zhang Cheng, général du Wu.
- Balbin, empereur romain.

## Décès en 178
- Valérien de Tournus.